# Свобода (Лискинский район)
Свобода — хутор в Лискинском районе Воронежской области.
Входит в состав Колыбельского сельского поселения.
Численность населения на 1 января 2011 года — 6 человек.

## География
Расстояния до центра сельского поселения — 8 км.